# باشگاه فوتبال اونیائو سائو ژوآئو
باشگاه فوتبال اونیائو سائو ژوآئو (به پرتغالی: União São João Esporte Clube) یک باشگاه فوتبال برزیلی مستقر در آراراس، سائوپائولو است. این تیم در لیگ فوتبال ایالت سائوپائولو، رقابت می‌کند.

## ورزشگاه
مسابقات خانگی اونیائو سائو ژوآئو معمولاً در ورزشگاه هرمینیو اومتو برگزار می‌شود که حداکثر ظرفیت آن ۲۱٬۰۰۰ نفر است.

## سرود
سرود رسمی باشگاه توسط فلاویو آگوستو و کارلوس روشا ساخته شده‌است.

## رنگ باشگاه
رنگ های اونیائو سائو ژوآئو سفید و سبز است.

## لقب
این باشگاه با نام مستعار آرارینها به معنی طوطی‌های دم‌کوتاه شناخته می‌شود.

## نماد
نماد این باشگاه مکائو است.